# Флерон (типографія)

«Альдів лист» або плющ

Флеро́н — елемент друкарського орнаменту у формі листка або квітки. Назву «флерон» отримав від старофранцузького слова «floron», тобто квітка. Роберт Брінґгерст в «Основах стилю в типографії» називає його «садовим значком» (horticultural dingbat).
Флерони виготовляли в той самий спосіб, що й інші літери каси. Таким чином, на набірній смузі вони могли використовуватися разом із літерами та цифрами. Це зберігало друкарю час і зусилля, оскільки не доводилося замовляти окремі кліше з прикрасами. Може використовуватися для складання рамок (бордюрів), більших орнаментальних композицій або окремо.
У Юнікод включено три флерони: квіткове серце U+2766 (❦) та повернене квіткове серце U+2767 (❧) у розділі Dingbats та відображене повернене квіткове серце U+2619 (☙) у розділі Різні символи.

## Шрифти з флеронами
Флерони, як і раніше, використовують у типографії. Нижче наведено деякі шрифти, в яких є власні флерони:
- ITC Bodoni Ornaments від Linotype
- Fleurons Granjon, шрифт компанії Lanston на сайті словолитні P22
- Monotype Goudy Sorts від Linotype
- Printers Fleurons Джеральда Г'ямпи (Gerald Giampa), шрифт компанії Lanston на сайті словолитні P22